# アレアルド・アレアルディ
アレアルド・アレアルディ（イタリア語:Aleardo Aleardi、1812年11月14日 - 1878年7月17日）は、イタリアヴェローナ出身の詩人。
同国出身の詩人であるジョヴァンニ・プラティと並んで新ロマン主義の代表者として名高い。
イタリア王冠勲章のグランデ・ウッフィチャーレ、it:Ordine al merito civile di Savoia、聖マウリッツィオ・ラザロ勲章を受章の他、イタリア王国として独立後、国会議員やフィレンツェ美術学校の教授を務めた。

## 生涯
1812年11月14日、イタリアヴェローナにて伯爵の爵位を持つ母マリア（Maria Channels）、父アレアルディ（Count Giorgio Aleardi）の元に出生名ガエターノ・マリア（Gaetano Maria）として生まれる。
その後、アレアルディの友人であったプラティや同国出身の詩人アルナルド・フシナートと共にパドヴァ大学へ入学し、詩と美術の評論に関心を持った。
イタリア統一運動（リソルジメント）に参加し、イタリア王国として独立後は国会議員とフィレンツェ美術学校の教授を務めた。
1878年7月11日、ヴェローナで没した。

## 作品
初期のスタイルはイタリア統一運動に関しての理想を謳う詩風であったがその後は感傷的なスタイルとなっている。なお、イタリア文学者で大阪外国語大学名誉教授である荒谷次郎はアレアルディのイタリアに対する愛国心を評価している。
- 1856年、ロマン主義的叙情詩『チルチェッロ山（Il Monte Circello）』
- 1864年、『詩集』
- 1864年、オペラ『Canti』
- 1879年、オペラ『Epistolario』